# Susanne Fürst
Susanne Fürst (nascida a 3 de Maio de 1969) é uma política austríaca do Partido da Liberdade. É membro do Conselho Nacional desde 2017, e serve como vice-líder de grupo do Partido da Liberdade desde 2019.